# Grozden Peak
Der Grozden Peak (englisch; bulgarisch връх Грозден wrach Grosden) ist ein 1150 m hoher und felsiger Berg an der Fallières-Küste des Grahamlands im Norden der Antarktischen Halbinsel. Er ragt 4,75 km südlich des Bunovo Peak, 8 km nordöstlich des Zhefarovich Crag und 6,7 km östlich des Mercury Ridge aus den westlichen Ausläufern des Hemimont Plateau auf. Der Kom-Gletscher und dessen Nebenarme liegen südlich, westlich und nördlich von ihm.
Britische Wissenschaftler kartierten ihn 1978. Die bulgarische Kommission für Antarktische Geographische Namen benannte ihn 2016 nach der Ortschaft Grosden im Südosten Bulgariens.